# Šamil Tarpiščev
Šamil Tarpiščev, rusky Шамиль Анвярович Тарпищев, (* 7. března 1948 Moskva, Sovětský svaz) je bývalý ruský tenista, současný politik, trenér, pedagog, publicista a sportovní funkcionář, člen Mezinárodního olympijského výboru a předseda ruské tenisové federace. Zastával úřad ministra sportu, tělovýchovy a turistiky a působil jako poradce a tenisový učitel bývalého ruského prezidenta Borise Jelcina. Představuje dlouholetého nehrajícího kapitána ruského daviscupového a fedcupového tenisového týmu.
V dobách aktivní sportovní kariéry byl členem sovětského daviscupového týmu, věnoval se i fotbalu a bandy hokeji. Jako tenista dosáhl nejvýše na 164. příčku singlového žebříčku ATP dne 23. srpna 1973.
Kromě své funkcionářské a politické činnosti působí i jako pedagog a sportovní publicista, jde o autora nebo spoluautora publikací věnujících se tenisové historii a tenisové taktice.
V Moskvě vystudoval Institut tělesné a výchovy a sportu. Dlouhodobě jde o jednoho z nejvlivnějších a nejmocnějších sovětských a ruských sportovních funkcionářů.
V roli nehrajícího kapitána ruského daviscupového družstva vytvořil rekord soutěže během úvodního kola první skupiny euroafrické zóny Davis Cupu 2016. Rusko v něm porazilo Švédsko 5:0 na zápasy, což pro Tarpiščeva znamenalo 55. vítězný mezistátní duel v roli nehrajícího kapitána. Překonal tak 54 výher Neala Frasera, který 24 let vedl australské družstvo. Tarpiščev k týmu nastoupil v prvním kole světové skupiny ročníku 1997 proti Jihoafrické republice a na lavičce sovětského družstva působil již v sedmdesátých letech 20. století.
V noční talk show Večernij Urgant (Вечерний Ургант) 7. října 2014 nazval sestry Williamsovy bratry. Za nekorektní poznámku jej Ženská tenisová asociace potrestala pokutou25 tisíc USD a ročním zákazem činnosti. Kvůli takovým výrokům a kvůli podpoře ruské agrese na Ukrajině byl Tarpiščev v květnu 2022 vyloučen z Ruské tenisové síně slávy.

## Sportovní funkce (výběr)
- Člen Mezinárodního olympijského výboru
- Ambasador organizačního výboru Zimních olympijských her 2014 v Soči

### Tenis
- Předseda ruské tenisové federace, od roku 1999
- Předseda organizačního výboru tenisového Kremlin Cupu, od roku 1997

#### Davis Cup
- Nehrající kapitán Ruska
  - 1974–1992 – 1. období
  - 1997–dodnes – 2. období

#### Fed Cup
- Nehrající kapitán Ruska
  - 1978–1980 – 1. období
  - 2000–2014– 2. období

## Vyznamenání
- Řád Za zásluhy o vlast II. třídy (1. července 2022, Rusko) – za zajištění úspěšné přípravy sportovců, kteří dosáhli velkých sportovní úspěchů na hrách XXXII. olympiády a XVI. paralympiády v Tokiu
- Řád Za zásluhy o vlast III. třídy (2. března 2018)[6] – za jeho velký přínos k rozvoji tělesné kultury a sportu a za mnoho let svědomité práce
- Řád Za zásluhy o vlast IV. třídy (4. března 2008) – za zásluhy o rozvoj tělesné kultury a sportu a za mnoho let svědomité práce
- Řád cti (22. dubna 1994, Rusko) – za vynikající sportovní úspěchy na 17. zimních olympijských hrách[7]
- Řád přátelství (18. května 2017, Rusko)[8]
- Medaile Řádu Za zásluhy o vlast II. třídy (Rusko)
- Pamětní medaile 1000. výročí Kazaně (Rusko)
- Řád přátelství II. třídy (2008, Kazachstán)[9]
- Pamětní medaile 10. výročí hlavního města Astany (2008, Kazachstán)